# 竹笋蟹守螺
竹笋蟹守螺（学名：Rhinoclavis vertagus）是中腹足目蟹守螺科銼棒螺屬的一种。主要分布于中国大陆、新加坡、马来西亚、印度尼西亚、台湾，常栖息在浅海沙底。